# 33296 Jennylarson
33296 Jennylarson è un asteroide della fascia principale. Scoperto nel 1998, presenta un'orbita caratterizzata da un semiasse maggiore pari a 3,000026 UA e da un'eccentricità di 0,161502, inclinata di 13,833957° rispetto all'eclittica. Ha un periodo di rotazione di 3,147 ore.